# هیپرکلسترولمی
هیپرکلسترولمی (به انگلیسی: Hypercholesterolemia یا Hypercholesterolaemia) شکلی از هیپرلیپیدمی است و به بالا بودن سطح کلسترول در خون گفته می‌شود.
علت این بیماری می‌تواند محیط (مانند چاقی مرضی و رژیم غذایی) یا ژنتیک باشد. از عواملی که ممکن است باعث این بیماری شوند می‌توان به دیابت نوع ۲، چاقی مرضی، الکل، دیالیز، سندروم نفروتیک، کم‌کاری تیروئید، نشانگان کوشینگ، بی‌اشتهایی عصبی و درمان دارویی (مدرهای تیازیدی، سیکلوسپورین، گلوکوکورتیکوئید، بلوک‌کننده گیرنده آدرنرژیک بتا، رتینوئیک اسید) اشاره کرد.